# Henry Lucas

Wappen von Lucas von Little Saxham, Suffolk und Shenfield, Essex

Reverend Henry Lucas (* 1587; † Juli 1663 in Chancery Lane, London) war ein englischer Geistlicher und Politiker, welcher von 1640 bis 1648 im House of Commons saß. Er ist vor allem dafür bekannt, dass er den Lucasischen Lehrstuhl stiftete.

## Leben
Lucas wurde am 11. November 1587 in St Giles-without-Cripplegate getauft.
Lucas studierte am St John’s College in Cambridge und wurde Sekretär von Henry Rich, 1. Earl of Holland. Im April 1640 wurde er für die Universität von Cambridge Abgeordneter im Kurzen Parlament. Im November 1640 wurde er Parlamentsmitglied im Langen Parlament. Während Pride’s Purge erfolgte 1648 sein Palarmentausschluss.
Lucas starb unverheiratet in der Chancery Lane in London und wurde in der Temple Church am 22. Juli 1663 bestattet. Er blieb vor allem als Wohltäter in Erinnerung.

## Nachlass

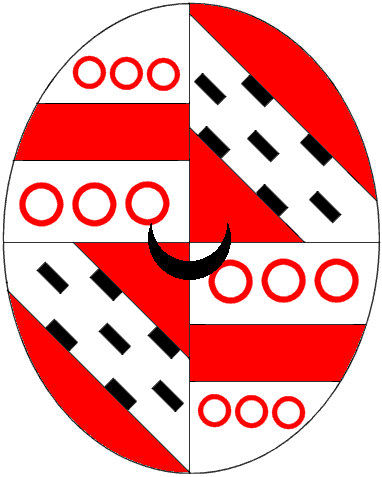
Wappen des Lucas Hospital

In seinem Testament stiftet er £7000 für den Bau eines Armenhauses für ältere Männer, mit einem Kaplan als Verwalter. Die Männer sollten aus den ärmsten Bewohnern der Forest Division von Berkshire, der Vogtei von Surrey und deren Umgebung ausgewählt werden. Das ursprüngliche Armenhaus wurde 1666 vom Testamentvollstrecker auf einem 6000 m² großen Grundstück in Wokingham gebaut. Nach dessen Tod 1675 übernahm die Drapers' Company der City of London die Verwaltung des Armenhauses. 1923 wurde ein Act of Parliament verabschiedet, welches die ursprüngliche Stiftung auflöste, die Anstellung einer Oberin anwies und die Aufnahme von Ehepaaren gestattete.
1999 war das ursprüngliche Gebäude baufällig und wurde verkauft. Im Juli 2002 wurde die Henry Lucas Charity mit dem Whiteley Homes Trust verschmolzen. Daraufhin wurden sechzehn Doppelcottages in Whiteley Village in der Nähe von Walton-on-Thames in Surrey gebaut. Dies erlaubte die Unterbringung der doppelten Anzahl an Menschen im Armenhaus, es wurde in The Henry Lucas Cottages umbenannt.
Lucas vermachte seine Sammlung von 4000 Büchern, inklusive Galileos Dialoge 1632, der Universitätsbibliothek von Cambridge und zusätzlich noch Land, um Einnahmen von £100 im Jahr sicherzustellen. Diese wurden verwendet, um eine Professur für Mathematik, den heutigen Lucasischer Lehrstuhl für Mathematik, zu finanzieren.